# Lijst van Chinees-Amerikaanse verenigingen
Sommige van deze verenigingen bestaan ook buiten de Verenigde Staten.
Dit is een lijst van Chinees-Amerikaanse verenigingen met een artikel op Wikipedia. 

## C
- Chinese Consolidated Benevolent Association 中華會館/中華公所
- Committee Against Anti-Asian Violence

## H
- Hop Sing Tong 合勝堂
- Hua Zang Si

## L
- Lin Sing Association 聯成公所

## N
- National Council of Associations of Chinese Language Schools

## S
- Soo Yuen Benevolent Association 遡源公所 (遡源堂)

## W
- Washington Metropolitan Association of Chinese Schools

## Y
- Ying On Labor & Merchant Association 英端工商會